# Avesnes-lès-Bapaume
Avesnes-lès-Bapaume ist eine französische Gemeinde im Département Pas-de-Calais in der Region Hauts-de-France. Sie gehört zum Kanton Bapaume im Arrondissement Arras.

## Lage
Die Gemeinde Avesnes-lès-Bapaume liegt als westlicher Vorort der Kleinstadt Bapaume etwa 23 Kilometer südlich von Arras. Sie grenzt im Norden an Biefvillers-lès-Bapaume, im Osten an Bapaume, im Süden an Ligny-Thilloy und im Westen an Grévillers.

## Bevölkerungsentwicklung
| Jahr                       | 1962 | 1968 | 1975 | 1982 | 1990 | 1999 | 2006 | 2013 | 2022 |
| -------------------------- | ---- | ---- | ---- | ---- | ---- | ---- | ---- | ---- | ---- |
| Einwohner                  | 192  | 170  | 179  | 193  | 163  | 164  | 145  | 152  | 170  |
| Quellen: Cassini und INSEE |      |      |      |      |      |      |      |      |      |

## Sehenswürdigkeiten

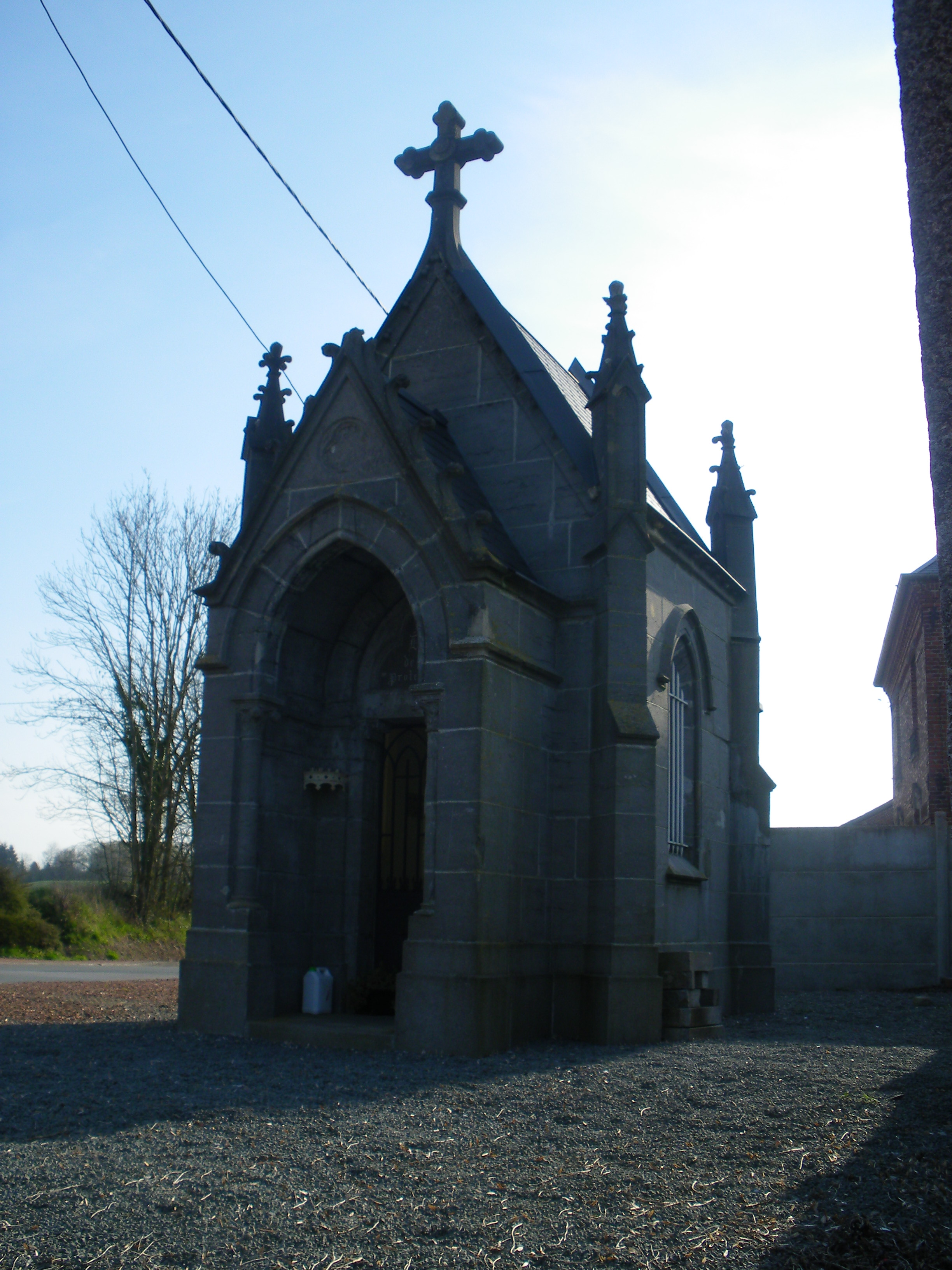
Kapelle Notre-Dame-de-Pitié

- Kapelle Notre-Dame-de-Pitié